# TAS-20
O TAS-20 ou Toronto Alexithymia Scale é um teste psicológico utilizado para medir deficiências na compreensão, processamento ou descrição de emoções, Ele foi desenvolvido em 1986 qualificando os portadores de Alexitimia.
Criado por Bagby, Parker e Taylor, a Escala de Alexitimia de Toronto possui 20 Itens (TAS-20) e é um instrumento de auto-avaliação. Foi pesquisado extensivamente.
No Brasil a utilização e aplicação de testes psicologicos são restritos, e considerados atos privativos dos psicologos, conforme resolução 002/2003. 
1. ↑  Ciarrochi, J.; Bilich, L. (2006). "Process measures of potential relevance to ACT". Arquivado em 28 de novembro de  2011, no Wayback Machine.
2. ↑  Taylor, Graeme J.; Ryan, David; Bagby, R. Michael (1986). "Toward the development of a new self-report alexithymia scale". Psychotherapy and Psychosomatics, 44, 191-199.
3. ↑  Graeme J. Taylor, R. Michael Bagby, David P. Yyan, James D. A. Parker, Kenneth F. Doody, Peter Keefe. "Criterion Validity of the Toronto Alexithymia Scale". Psychosomatic Medicine, 50, 500-509.